# Festubert
Festubert település Franciaországban, Pas-de-Calais megyében. Lakosainak száma 1253 fő (2022. január 1.). Festubert Richebourg, Annequin, Cuinchy, Violaines, Beuvry, La Couture és Givenchy-lès-la-Bassée községekkel határos.

## Népesség
A település népességének változása:
| Lakosok száma | 1326 | 1319 | 1337 | 1313 | 1297 | 1283 | 1268 | 1266 | 1253 |
|               | 2013 | 2015 | 2016 | 2017 | 2018 | 2019 | 2020 | 2021 | 2022 |